# Disney+
Disney+ — американский сервис потокового вещания типа OTT на основе подписки, управляемый отделом Disney Streaming компании The Walt Disney Company. Сервис в основном занимается распространением фильмов и телесериалов, спродюсированных Walt Disney Studios и Walt Disney Television, а также является эксклюзивной площадкой для таких брендов, как Disney, Pixar, Marvel, Звёздные войны, National Geographic,Starz и в некоторых странах. На Disney+ также выходят оригинальные фильмы и телесериалы.
Disney+ опирается на технологию, разработанную Disney Streaming Services, которая первоначально была представлена в 2015 году как BAMTech. Disney получила контрольный пакет акций BAMTech в 2017 году, а затем, в рамках корпоративной реструктуризации в преддверии приобретения студии 21st Century Fox, передала право собственности DTCI. BAMTech помогла запустить ESPN+ в начале 2018 года, а в 2019 году закончился срок сделки Disney и Netflix по дистрибуции контента. Поэтому Disney воспользовалась возможностью использовать технологии, разработанные для ESPN+, для создания потокового сервиса под собственным брендом и со своим контентом. Производство оригинальных фильмов и телесериалов началось в конце 2017 года.
12 ноября 2019 года Disney+ был запущен в США, Канаде и Нидерландах, а неделю спустя — в Австралии, Новой Зеландии и Пуэрто-Рико. В некоторых европейских странах стриминг-сервис стал доступен в марте 2020 года, в апреле в Индии сервис был запущен под названием Disney+ Hotstar. В сентябре того же года ещё несколько европейских стран получили доступ к Disney+, а в ноябре сервис был запущен в Латинской Америке. После запуска сервиса его библиотека контента получили положительные отзывы, однако Disney+ подвергся критике за технические проблемы и вопросы наполняемости сервиса. Изменения, внесенные в фильмы и телесериалы, также привлекли внимание СМИ. По состоянию на 18 сентября 2023 года, у сервиса уже 146.7 миллионов пользователей по всему миру.

## История

### 2015—2019 годы
В конце 2015 года Disney запустил в Великобритании стриминг-сервис DisneyLife, чтобы протестировать рынок потокового вещания. В конечном итоге на британском рынке на замену DisneyLife пришёл Disney+ 24 марта 2020 года.
В августе 2016 года Disney приобрёл меньшую долю в BAMTech (дочерний бизнес стриминг-технологий MLB Advanced Media) за $1 млрд с правом выкупа контрольного пакета акций в будущем. После приобретения ESPN объявил о пробном OTT-проекте, основанном на их собственной технологии (ESPN+) для замены существующих сервисов линейного телевидения. 8 августа 2017 года Disney выкупил контрольный пакет акций BAMTech за $1,58 миллиард, увеличив свою долю до 75 %. Наряду с приобретением, компания, исходя из собственного развлекательного контента, также объявила о планах создать второй, непосредственно диснеевский стриминговый сервис прямого взаимодействия с потребителем (Direct-to-Consumer), который будет запущен после окончания дистрибьюторского соглашения с Netflix в 2019 году. Вскоре после этого Агнес Чу, исполнительный директор по развитию историй и франшиз в Walt Disney Imagineering, стала первым руководителем, назначенным в стриминг-подразделение в качестве первого вице-президента по контенту. Чу руководила двумя направлениями запуска. Во-первых, Disney необходимо было точно проверить, какой контент сразу может быть физически и легально доступен для выхода на стриминг-сервисе, что привело к пересмотру всего контента в хранилищах компании, который не подвергался цифровой реставрации, и к проверке «бумажных юридических сделок» для выявления потенциальных препятствий. Во-вторых, Чу встретилась с руководителями различных подразделений Disney по производству контента для мозгового штурма по поводу того, какие проекты будет целесообразнее выпустить не в кинотеатрах, на стриминг-сервисе. Позже Чу покинула компанию в августе 2020 года.
В декабре 2017 года Disney объявил о своём намерении приобрести ключевые развлекательные активы студии 21st Century Fox за сумму свыше $50 миллиардов. Приобретение было призвано укрепить библиотеку контента компании для собственного стриминг-сервиса. Сделка была завершена 20 марта 2019 года.
В январе 2018 года стало известно, что бывший исполнительный директор Apple и Samsung Кевин Свинт был назначен старшим вице-президентом и генеральным менеджером стриминг-сервиса, подчиняющимся генеральному директору BAMTech Майклу Полу, руководившему разработкой. В марте 2018 года подразделение верхнего уровня Disney было реорганизовано с образованием подразделений Disney Direct-to-Consumer и International, в которое затем вошла компания BAMTech. В июне того же года давний президент по маркетингу компании Walt Disney Studios Motion Pictures Рики Штраус был назначен президентом по контенту и маркетингу, отчитывавшемуся однако перед председателем Disney Direct-to-Consumer и International Кевином Майером. В январе 2019 года исполнительный директор Fox Television Group Джо Эрли был назначен исполнительным вице-президентом по маркетингу. В июне 2019 года Мэтт Бродли был назначен первым вице-президентом по разработке международного контента. В августе 2019 года Люк Брэдли-Джонс получил должность первого вице-президента по Direct-To-Consumer и генерального менеджера Disney+ по Европе и Африке.
8 ноября 2018 года генеральный директор Disney Боб Айгер объявил, что стриминг-сервис получит название Disney+, а его запуск намечен на конец 2019 года. Первоначально сервис должен был запуститься в сентябре, но 11 апреля 2019 года Disney объявил, что Disney+ запустится в США 12 ноября 2019 года. Также было заявлено о планах по международному запуску в течение следующих двух лет: страны Западной Европы и Азиатско-Тихоокеанского региона — к концу 2019 года и началу 2020 года, страны Восточной Европы и Латинской Америки — в течение 2020 года. Сроки запуска в каждой конкретной стране зависят от приобретения или истечения срока действия существующих соглашений о правах на контент Disney. 6 августа 2019 года Айгер объявил, что для жителей США при запуске Disney+ будет доступен пакет Disney+, ESPN+ и версия Hulu с поддержкой рекламы за $12,99 в месяц. На выставке D23 Expo в августе 2019 года Disney объявила об оформлении предзаказа на подписку со скидкой на три года.
12 сентября 2019 года в Нидерландах стала доступна пробная версия Disney+ с ограниченным количеством контента. Этот этап тестирования продолжался до официального запуска сервиса 12 ноября, когда пробные пользователи были переведены на платную подписку. Также в сентябре Disney+ стал доступен для предзаказа в США с 7-дневной бесплатной пробной версией.
В октябре 2019 года на официальном YouTube-канале Disney появилось 3-часовое видео с демонстрацией возможностей сервиса. Также сообщалось, что Disney запретит рекламу своего конкурента Netflix на большинстве своих телевизионных платформ, за исключением ESPN.
Disney+ запустился 12 ноября 2019 года в полночь по тихоокеанскому времени в США, Канаде и Нидерландах. В первый день возникли некоторые проблемы с входом в систему (около 33 % проблем), доступом к определённому контенту (около 66 %), настройкой профилей и списков просмотров. Некоторые проблемы были связаны со сторонними устройствами.
18 ноября 2019 года расследование ZDNet обнаружило, что тысячи учётных записей пользователей были взломаны с помощью технологии кейлогер или вредоносных программ для кражи информации. Адреса электронных почт и пароли пользователей были изменены, а их регистрационная информация была выставлена на продажу в даркнете.

### 2020-е годы
12 марта 2020 года Ванесса Моррисон, которая ранее занимала пост президента Fox Family и 20th Century Animation, была назначена президентом по стримингу в Walt Disney Studios Motion Picture Production и будет курировать разработку и производство фильмов Disney+ как Disney Live Action, так и 20th Century Studios от студии Walt Disney Studios. Моррисон подчиняется непосредственно президенту Walt Disney Pictures Шону Бейли.
12 октября 2020 года в Disney было объявлено о реорганизации медиабизнеса с уделением большего внимания стримингу. В будущем планируется добавления большего числа фильмов и сериалов для Disney+ и других стриминг-платформ (таких, как Hulu).
10 декабря 2020 года Disney объявила, что спустя год после запуска на Disney+ подписалось более 86,8 млн пользователей. По состоянию на 2 января 2021 года у платформы было более 94,9 млн подписчиков. В январе того же года Рики Штраусс, возглавлявший подразделение Disney+ по курированию контента и маркетингу, покинул компанию Walt Disney.
В марте 2021 года Disney объявила об увеличении цен на подписку с 26 марта. Во втором квартале 2021 года на Disney+ подписалось 8,7 млн пользователей.
В августе 2021 года генеральный директор Disney Боб Чапек намекнул, что в будущем может произойти слияние Hulu и Disney+ для создания единого стриминг-сервиса под брендом Disney+. Он упомянул, что Disney может в итоге отменить пакет подписки Disney+, Hulu и ESPN+. Это станет похожим на бренд Star в рамках Disney+, доступный на зарубежных рынках за пределами США.
4 марта 2022 года Disney объявила, что к концу 2022 года в Соединённых Штатах планируют запустить недорогую версию Disney+ с рекламной поддержкой, а в 2023 году эта версия также распространится на другие международные территории. Позже Disney объявила 10 августа 2022 года, что версия Disney+ с рекламой будет запущена в декабре и будет стоить 7,99 долларов США в месяц, а версия Disney+ без рекламы получит повышение цены на 3 доллара США.
В мае 2022 года компания сообщила, что за первые три месяца 2022 года у неё появилось 7,9 миллиона подписчиков. В августе 2022 года было объявлено, что общее количество подписчиков на всех потоковых платформах Disney, включая Disney+, Hulu и ESPN+, превзошло Netflix примерно с 221 млн.

## Контент
Сервис построен на контенте основных развлекательных брендов Disney и коллекций фильмов и телесериалов, включая Walt Disney Pictures, Walt Disney Animation Studios, Disneynature, Disneytoon Studios, Pixar, Marvel Studios, Lucasfilm, National Geographic, 20th Century Animation и Blue Sky Studios, а также избранные фильмы производства 20th Century Studios, Searchlight Pictures, Touchstone Pictures и Hollywood Pictures. В США сервис работает вместе со стриминг-платформой Hulu, в которой Disney получила контрольный пакет акций после покупки 21st Century Fox. Боб Айгер заявил, что при запуске Disney+ будет ориентирован на семейный контент (и не будет содержать контент с рейтингом R и NC-17 или TV-MA), и что Hulu останется площадкой, ориентированной на общую аудиторию.

### Коллекция контента
Планировалось, что на сервисе будет приблизительно 7000 эпизодов телепрограмм и 500 фильмов. Как сообщается, библиотека Walt Disney Studios, которая будет доступна для просмотра с помощью сервиса, включает в себя анимационные фильмы Disney and Pixar, фильмы Disney, кинематографической вселенной Marvel и Disneynature. Также на сервисе будет доступен контент «National Geographic Channel». Первые шесть фильмов «Звёздных войн» не были доступны при запуске сервиса, так как права на их показ в США до 2024 года принадлежат телеканалам Turner Network Television и TBS.
Первоначально планировалось что контент сервиса будет включать четыре-пять оригинальных фильмов и пять телевизионных шоу с бюджетами от 25 до 100 миллионов долларов. В августе 2018 года было объявлено, что планируемый сериал вселенной Звёздных войн будет стоить $100 миллионов. Капитан Марвел станет первым театральным фильмом доступным для просмотра эксклюзивно на Disney+.
В ноябре 2019 года сервис обнародовал специальное предупреждение для зрителей, которое сообщало, что в некоторых мультфильмах присутствуют «устаревшие культурные стереотипы». Речь идёт о таких мультфильмах, как «Дамбо» (1941), «Фантазия» (1940), «Леди и Бродяга» (1955), «Книга джунглей» (1967). Как отмечается, эти мультфильмы подвергались критике за расистский подтекст. В «Дамбо», в частности, есть эпизод, в котором безликие темнокожие рабочие поют о том, что трудятся весь день и всю ночь и не умеют читать и писать. Кроме того, упоминается об эпизоде с вороной по кличке Джим Кроу. Это имя использовалось в качестве уничижительного термина по отношению к темнокожим в XIX веке.

### Одновременный релиз

#### Premier Access
4 сентября 2020 года в некоторых странах состоялась премьера новой экранизации «Мулан» на Disney+ через систему Premier Access (рус. Премьерный доступ) за дополнительную плату ($29,99); 4 декабря того же года фильм стал доступен бесплатно для всех подписчиков сервиса. Вторым проектом, доступным на платформе через Premier Access, стал мультфильм «Райя и последний дракон», который вышел в кинотеатрах и на Disney+ 5 марта 2021 года (стал доступен всем подписчикам 4 июня того же года). В марте 2021 года Disney объявил, что следующими фильмами, выпущенными через Premier Access и одновременно в кинотеатрах, станут «Круэлла» и «Чёрная вдова». В мае 2021 года стало известно, что последним подобным проектом станет «Круиз по джунглям».

## Запуск
| Дата запуска     | Страна/Регион                                 | Партнёры                                                        | Star        |
| ---------------- | --------------------------------------------- | --------------------------------------------------------------- | ----------- |
| 12 ноября 2019   | Канада                                        | Rogers Cable                                                    | Да          |
| 12 ноября 2019   | Нидерланды                                    | Нет                                                             | Да          |
| 12 ноября 2019   | США                                           | Verizon                                                         | Нет         |
| 19 ноября 2019   | Австралия                                     | Нет                                                             | Да          |
| 19 ноября 2019   | Новая Зеландия                                | Нет                                                             | Да          |
| 19 ноября 2019   | Пуэрто-Рико                                   | Нет                                                             | Нет         |
| 24 марта 2020    | Австрия                                       | Нет                                                             | Да          |
| 24 марта 2020    | Германия                                      | Telekom                                                         | Да          |
| 24 марта 2020    | Ирландия                                      | Sky                                                             | Да          |
| 24 марта 2020    | Италия                                        | TIM                                                             | Да          |
| 24 марта 2020    | Испания                                       | Movistar+                                                       | Да          |
| 24 марта 2020    | Швейцария                                     | Нет                                                             | Да          |
| 24 марта 2020    | Великобритания                                | Sky, O2                                                         | Да          |
| 2 апреля 2020    | Нормандские острова                           | Нет                                                             | Да          |
| 2 апреля 2020    | Остров Мэн                                    | Нет                                                             | Да          |
| 3 апреля 2020    | Индия                                         | Hotstar                                                         | Да          |
| 7 апреля 2020    | Франция                                       | Canal+                                                          | Да          |
| 30 апреля 2020   | Монако                                        | Нет                                                             | Да          |
| 30 апреля 2020   | Уоллис и Футуна                               | Canal+ Calédonie                                                | Да          |
| 30 апреля 2020   | Новая Каледония                               | Canal+ Calédonie                                                | Да          |
| 30 апреля 2020   | Французская Вест-Индия                        | Canal+ Caraïbes                                                 | Да          |
| 30 апреля 2020   | Гвиана                                        | Canal+ Caraïbes                                                 | Да          |
| 11 июня 2020     | Япония                                        | NTT Docomo                                                      | Да          |
| 5 сентября 2020  | Индонезия                                     | Hotstar, Telkomsel, Telkom Indonesia                            | Да          |
| 15 сентября 2020 | Бельгия                                       | Нет                                                             | Да          |
| 15 сентября 2020 | Дания                                         | Нет                                                             | Да          |
| 15 сентября 2020 | Финляндия                                     | Нет                                                             | Да          |
| 15 сентября 2020 | Гренландия                                    | Нет                                                             | Да          |
| 15 сентября 2020 | Исландия                                      | Нет                                                             | Да          |
| 15 сентября 2020 | Люксембург                                    | Нет                                                             | Да          |
| 15 сентября 2020 | Норвегия                                      | Нет                                                             | Да          |
| 15 сентября 2020 | Португалия                                    | Нет                                                             | Да          |
| 15 сентября 2020 | Швеция                                        | Нет                                                             | Да          |
| 2 октября 2020   | Реюньон                                       | Canal+ Réunion                                                  | Да          |
| 2 октября 2020   | Майотта                                       | Canal+ Mayotte                                                  | Да          |
| 2 октября 2020   | Маврикий                                      | Canal+ Maurice                                                  | Да          |
| 17 ноября 2020   | Аргентина                                     | DirecTV, MercadoLibre, Telecentro, Personal, Cablevisión        | Нет         |
| 17 ноября 2020   | Боливия                                       | Visa                                                            | Нет         |
| 17 ноября 2020   | Бразилия                                      | Globoplay, Bradesco, Next, Mercado Livre, Vivo                  | Нет         |
| 17 ноября 2020   | Карибские острова                             | Visa                                                            | Нет         |
| 17 ноября 2020   | Чили                                          | DirecTV, Mercadolibre, Visa                                     | Нет         |
| 17 ноября 2020   | Колумбия                                      | DirecTV, Claro, Movistar, Mercadolibre, Visa                    | Нет         |
| 17 ноября 2020   | Коста-Рика                                    | Visa                                                            | Нет         |
| 17 ноября 2020   | Эквадор                                       | DirecTV, Mercadolibre, Visa                                     | Нет         |
| 17 ноября 2020   | Сальвадор                                     | Visa                                                            | Нет         |
| 17 ноября 2020   | Гватемала                                     | Visa                                                            | Нет         |
| 17 ноября 2020   | Гондурас                                      | Visa                                                            | Нет         |
| 17 ноября 2020   | Мексика                                       | Izzi Telecom, MercadoLibre, Telmex, Telcel, Sky, Visa,Megacable | Нет         |
| 17 ноября 2020   | Никарагуа                                     | Visa                                                            | Нет         |
| 17 ноября 2020   | Панама                                        | Visa                                                            | Нет         |
| 17 ноября 2020   | Парагвай                                      | Flow, Visa                                                      | Нет         |
| 17 ноября 2020   | Перу                                          | DirecTV, Mercadolibre, Visa                                     | Нет         |
| 17 ноября 2020   | Уругвай                                       | Cablevisión Flow, DirecTV, Mercadolibre, Visa                   | Нет         |
| 17 ноября 2020   | Венесуэла                                     | Нет                                                             | Нет         |
| 23 февраля 2021  | Сингапур                                      | StarHub                                                         | Да          |
| 1 июня 2021      | Малайзия                                      | Hotstar, Astro                                                  | Да          |
| 30 июня 2021     | Таиланд                                       | Hotstar, AIS                                                    | Да          |
| 12 ноября 2021   | Республика Корея                              | LG Uplus, KT Mobile                                             | Да          |
| 12 ноября 2021   | Китайская Республика                          | Taiwan Mobile                                                   | Да          |
| 16 ноября 2021   | Гонконг                                       | Hong Kong Broadband Network                                     | Да          |
| 18 мая 2022      | ЮАР                                           | DStv                                                            | Да          |
| 8 июня 2022      | Алжир                                         | Нет                                                             | Да          |
| 8 июня 2022      | Бахрейн                                       | Нет                                                             | Да          |
| 8 июня 2022      | Египет                                        | Нет                                                             | Да          |
| 8 июня 2022      | Ирак                                          | Нет                                                             | Да          |
| 8 июня 2022      | Иордания                                      | Нет                                                             | Да          |
| 8 июня 2022      | Кувейт                                        | Нет                                                             | Да          |
| 8 июня 2022      | Ливан                                         | Нет                                                             | Да          |
| 8 июня 2022      | Ливия                                         | Нет                                                             | Да          |
| 8 июня 2022      | Марокко                                       | Нет                                                             | Да          |
| 8 июня 2022      | Оман                                          | Нет                                                             | Да          |
| 8 июня 2022      | Государство Палестина                         | Нет                                                             | Да          |
| 8 июня 2022      | Катар                                         | Нет                                                             | Да          |
| 8 июня 2022      | Саудовская Аравия                             | Нет                                                             | Да          |
| 8 июня 2022      | Тунис                                         | Нет                                                             | Да          |
| 8 июня 2022      | ОАЭ                                           | Нет                                                             | Да          |
| 8 июня 2022      | Йемен                                         | Нет                                                             | Да          |
| 14 июня 2022     | Аландские острова                             | Нет                                                             | Да          |
| 14 июня 2022     | Албания                                       | Нет                                                             | Да          |
| 14 июня 2022     | Андорра                                       | Нет                                                             | Да          |
| 14 июня 2022     | Босния и Герцеговина                          | Нет                                                             | Да          |
| 14 июня 2022     | Болгария                                      | Нет                                                             | Да          |
| 14 июня 2022     | Британская Территория в Индийском Океане      | Нет                                                             | Да          |
| 14 июня 2022     | Хорватия                                      | Нет                                                             | Да          |
| 14 июня 2022     | Чехия                                         | Нет                                                             | Да          |
| 14 июня 2022     | Эстония                                       | Нет                                                             | Да          |
| 14 июня 2022     | Фарерские острова                             | Нет                                                             | Да          |
| 14 июня 2022     | Французская Полинезия                         | Нет                                                             | Да          |
| 14 июня 2022     | Французские Южные и Антарктические территории | Нет                                                             | Да          |
| 14 июня 2022     | Гибралтар                                     | Нет                                                             | Да          |
| 14 июня 2022     | Греция                                        | Нет                                                             | Да          |
| 14 июня 2022     | Венгрия                                       | Нет                                                             | Да          |
| 14 июня 2022     | Косово                                        | Нет                                                             | Да          |
| 14 июня 2022     | Латвия                                        | Нет                                                             | Да          |
| 14 июня 2022     | Лихтенштейн                                   | Нет                                                             | Да          |
| 14 июня 2022     | Литва                                         | Нет                                                             | Да          |
| 14 июня 2022     | Мальта                                        | Нет                                                             | Да          |
| 14 июня 2022     | Черногория                                    | Нет                                                             | Да          |
| 14 июня 2022     | Северная Македония                            | Нет                                                             | Да          |
| 14 июня 2022     | Острова Питкэрн                               | Нет                                                             | Да          |
| 14 июня 2022     | Польша                                        | Plus, Netia, Polsat Box                                         | Да          |
| 14 июня 2022     | Румыния                                       | Нет                                                             | Да          |
| 14 июня 2022     | Сен-Пьер и Микелон                            | Нет                                                             | Да          |
| 14 июня 2022     | Остров Святой Елены                           | Нет                                                             | Да          |
| 14 июня 2022     | Сан-Марино                                    | Нет                                                             | Да          |
| 14 июня 2022     | Сербия                                        | Нет                                                             | Да          |
| 14 июня 2022     | Синт-Мартен                                   | Нет                                                             | Да          |
| 14 июня 2022     | Словакия                                      | Нет                                                             | Да          |
| 14 июня 2022     | Словения                                      | Нет                                                             | Да          |
| 14 июня 2022     | Шпицберген и Ян-Майен                         | Нет                                                             | Да          |
| 14 июня 2022     | Ватикан                                       | Нет                                                             | Да          |
| 14 июня 2022     | Турция                                        | Нет                                                             | Да          |
| 16 июня 2022     | Израиль                                       | Нет                                                             | Да          |
| 17 ноября 2022   | Филиппины                                     | Globe Telecom, GCash by Alipay                                  | Да          |
| 2024             | Вьетнам                                       | Hotstar                                                         | При запуске |